# المرأة مع كسر في الأنف
المرأة مع كسر في الأنف هو فيلم من نوع دراما وكوميديا أُصدر في 2010. الفيلم من إخراج وسيناريو سرديان كوليفيتش.

## القصة
تقع أحداث الفيلم في بلغراد.

## طاقم التمثيل
- Miodrag Milovanov  [لغات أخرى]‏
- Rada Đuričin  [لغات أخرى]‏
- Nikola Đuričko [الإنجليزية]‏
- يانوس توت  [لغات أخرى]‏
- Goran Radaković [الإنجليزية]‏
- Dubravka Kovjanić  [لغات أخرى]‏
- Nada Šargin [الإنجليزية]‏
- Nikola Rakočević [الإنجليزية]‏
- Jasna Žalica [الإنجليزية]‏
- Vojin Ćetković [الإنجليزية]‏
- Vuk Kostić [الإنجليزية]‏
- نيبويسا غلوغوفاتش
- انا ماركوفيتش  [لغات أخرى]‏
- نيناد نينادوفيتش [الإنجليزية]‏
- برانكا كاتيك [الإنجليزية]‏
- Ljubomir Bandović [الإنجليزية]‏
- انيسا دوبرا [الإنجليزية]‏
- بويان ديميتريفيتش
- ستيبي ارتشيغ

## وصلات خارجية
- المرأة مع كسر في الأنف على موقع IMDb (الإنجليزية)
- المرأة مع كسر في الأنف على موقع ألو سيني (الفرنسية)
- المرأة مع كسر في الأنف على موقع أول موفي (الإنجليزية)
- المرأة مع كسر في الأنف على موقع قاعدة بيانات الفيلم (الإنجليزية)
- المرأة مع كسر في الأنف على موقع ليتربوكسد (الإنجليزية)
- المرأة مع كسر في الأنف على موقع كينوبويسك (الروسية)